# Liste der Baudenkmäler in Berg bei Neumarkt in der Oberpfalz

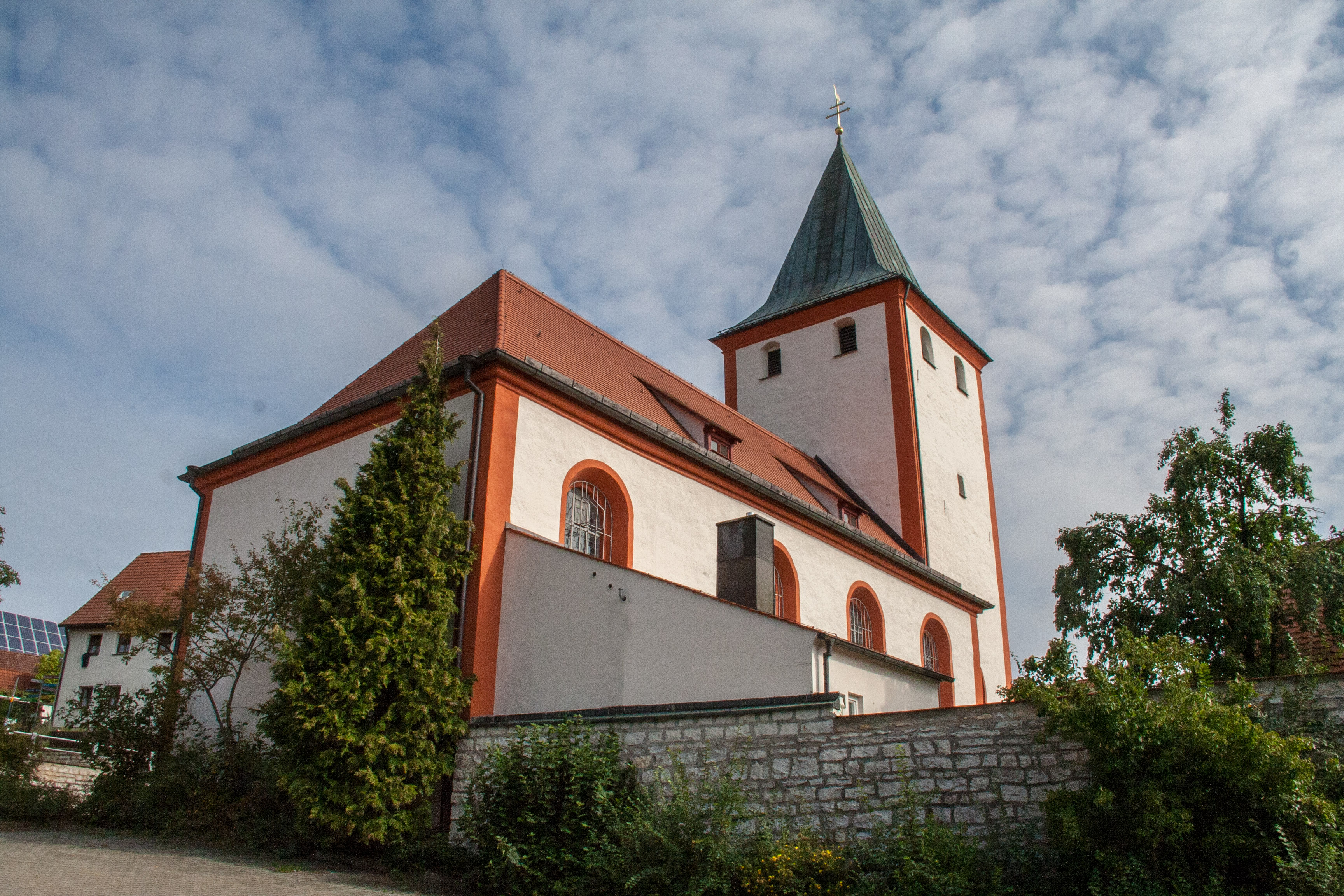
Jakobskirche in Sindlbach

Auf dieser Seite sind die Baudenkmäler in der Oberpfälzer Gemeinde Berg bei Neumarkt in der Oberpfalz zusammengestellt. Diese Tabelle ist eine Teilliste der Liste der Baudenkmäler in Bayern. Grundlage ist die Bayerische Denkmalliste, die auf Basis des Bayerischen Denkmalschutzgesetzes vom 1. Oktober 1973 erstmals erstellt wurde und seither durch das Bayerische Landesamt für Denkmalpflege geführt wird. Die folgenden Angaben ersetzen nicht die rechtsverbindliche Auskunft der Denkmalschutzbehörde.

## Baudenkmäler nach Gemeindeteilen

### Berg
| Lage | Objekt                                                        | Beschreibung | Akten-Nr.              | Bild                                           |
| --- | ------------------------------------------------------------- | --- | ---------------------- | ---------------------------------------------- |
| Hauptstraße 13 (Standort) | Nischenfigur Maria mit dem Kind                               | Neugotisch, zweite Hälfte 19. Jahrhundert | D-3-73-113-2 Wikidata  | BW                                             |
| Hausheimer Straße; Herbstwiesen; Kettenbacher Straße; Lehmgrube; Ludwig-Donau-Main-Kanal; Röth; Hausheimer Leitgraben (Standort) | Abschnitt des Ludwig-Donau-Main-Kanals                        | Künstlich angelegte Wasserstraße zwischen Kelheim und Bamberg auf einer Länge von 173 km mit ehemals 100 Schleusen, zahlreichen wasser- und schifffahrtstechnischen Anlagen und Gebäuden zur Herstellung eines durchgehenden Wasserweges zwischen Nordsee und dem Schwarzen Meer, auf Veranlassung König Ludwigs I. von Bayern durch Heinrich Freiherr von Pechmann, 1836–45. | D-3-73-113-6           | weitere Bilder                                 |
| Hausheimer Straße; Herbstwiesen; Kettenbacher Straße; Lehmgrube; Ludwig-Donau-Main-Kanal; Röth; Hausheimer Leitgraben (Standort) | Hausheimer Leitgraben                                         | Mitte 19. Jahrhundert | D-3-73-113-6 zugehörig | weitere Bilder                                 |
| Herrnstraße 1 (Standort) | Ehemaliges Schulhaus, jetzt Gemeindeverwaltung                | Zweigeschossiger Walmdachbau mit Putzrahmung und Gesimsteilung, klassizistisch Mitte 19. Jahrhundert | D-3-73-113-3 Wikidata  | Ehemaliges Schulhaus, jetzt Gemeindeverwaltung |
| Herrnstraße 2 (Standort) | Katholische Pfarrkirche St. Vitus                             | Saalbau mit unverputztem Querhaus und ehemaligem Chorturm mit Ecktürmen, neuklassizistisch, 1917–21 nach Brand unter Verwendung von Mauerresten des im 17. Jahrhundert erneuerten romanischen Langhauses, Chorturm im Kern frühgotisch; mit Ausstattung | D-3-73-113-1 Wikidata  | weitere Bilder                                 |
| Herrnstraße 3 (Standort) | Gasthaus Goldener Hirsch                                      | Zweigeschossiger und giebelständiger Krüppelwalmdachbau mit Fachwerkobergeschoss, Anfang 19. Jahrhundert; mit Ausstattung | D-3-73-113-4 Wikidata  | Gasthaus Goldener Hirsch                       |
| Im Schloß 1, 2, 3, 4, 5, 6, 7, 8, Schloßstraße 13 (Standort)                                                                     | Ehemalige Wirtschaftsgebäude des 1896 abgebrochenen Schlosses | Zweigeschossige Vierflügelanlage mit Walmdach und nördlichen Ecktürmen, im Kern 16. Jahrhundert (Nr. 5 teilweise erneuert) | D-3-73-113-5 Wikidata  | weitere Bilder                                 |

### Bischberg
| Lage                                                      | Objekt        | Beschreibung                                                                   | Akten-Nr.             | Bild           |
| --------------------------------------------------------- | ------------- | ------------------------------------------------------------------------------ | --------------------- | -------------- |
| Straßleiten, am Ortsausgang nach Ballertshofen (Standort) | Marienkapelle | Satteldachbau mit stichbogigen Öffnungen, 18./19. Jahrhundert; mit Ausstattung | D-3-73-113-9 Wikidata | weitere Bilder |

### Gnadenberg
| Lage                                                             | Objekt                          | Beschreibung | Akten-Nr.              | Bild                            |
| ---------------------------------------------------------------- | ------------------------------- | --- | ---------------------- | ------------------------------- |
| In Gnadenberg; Am Kloster 1; Nähe Gnadenberger Straße (Standort) | Ehemaliges Birgittenkloster     | Gründung 1420 durch Pfalzgraf Johann von Neumarkt und Katharina von Stolpe, Auflösung 1556, Zerstörung 1635, 1654 teilweise Umbauten mit Erneuerung des Dachwerks, 1671 an die Salesianerinnen, seit 1803 Privatbesitz; Ruine der ehemaligen Klosterkirche, Teile der Langhauswände, spätgotisch, 1451–1518, unter Beteiligung von Jakob Grimm, Hans Frommiller, und Eucharius Gaßner, 1635 Brandzerstörung; Nordöstlicher Trakt des Klostergebäudes, zweigeschossiger Satteldachbau mit Zwerchflügel, spätgotisch, 15. Jahrhundert, Dachwerk und Umbau zum Stadel 1654. Katholische Pfarrkirche St. Birgitta, Saalbau mit Zwiebeldachreiter, 1654 im spätgotischen Refektorium und Schwesternhaus errichtet, 1960 Vergrößerung durch Altarraum; mit Ausstattung; Grabplatte des Schultheißen und Statthalters Martin von Wildenstein, Rotmarmor, um 1466; Erhaltene Teile der ehemaligen Klostereinfriedung, Bruchsteinmauer, im Kern mittelalterlich | D-3-73-113-11 Wikidata | weitere Bilder                  |
| Am Kloster 1 (Standort)                                          | Wohnhaus                        | Zweigeschossiger und traufständiger Mansarddachbau mit Putzgliederungen, 18./19. Jahrhundert | D-3-73-113-22 Wikidata | Wohnhaus                        |
| Gnadenberger Straße 8 (Standort)                                 | Toreinfahrt der Ortsbefestigung | Torwand mit rundbogiger Durchfahrt, Sandstein, im Kern mittelalterlich, wiederhergestellt | D-3-73-113-15 Wikidata | BW                              |
| Gnadenberger Straße 15 (Standort)                                | Brunnen                         | Achteckiges Becken mit doppeltem Laufbrunnen, Gusseisen, bezeichnet mit „1892“ | D-3-73-113-21 Wikidata | weitere Bilder                  |
| Gnadenberger Straße 15 (Standort)                                | Klostertor                      | Torwand mit rundbogiger Durchfahrt, Mischmauerwerk, Sandstein, wohl 15. Jahrhundert | D-3-73-113-13 Wikidata | Klostertor                      |
| Gnadenberger Straße 16 (Standort)                                | Gasthaus Zum Kloster            | Zweigeschossiger Walmdachbau mit Innenhof, Wirtschaftstrakt, Bodenerker und korbbogiger Toreinfahrt, 18. Jahrhundert | D-3-73-113-17 Wikidata | Gasthaus Zum Kloster            |
| Gnadenberger Straße 18 (Standort)                                | Pfarrhof                        | Pfarrhaus, zweigeschossiges Oberpfälzer Bänderhaus mit Walmdach und Putzgliederung, 18./19. Jahrhundert; Stadel, giebelständiger Satteldachbau mit Fachwerkgiebel, 18./19. Jahrhundert; Bruchsteinmauer, Teil der ehemaligen Klostereinfriedung, im Kern mittelalterlich, siehe dort | D-3-73-113-16 Wikidata | BW                              |
| Gnadenberger Straße 26 (Standort)                                | Wohnhaus                        | Zweigeschossiger und traufständiger Steildachbau mit Fachwerkobergeschoss, 18. Jahrhundert | D-3-73-113-18 Wikidata | BW                              |
| Gnadenberger Straße 26, 27 (Standort)                            | Toreinfahrt der Ortsbefestigung | Torwand mit rundbogiger Durchfahrt, Fußgängerpforte und Figurennische mit hl. Johannes Nepomuk (bezeichnet mit „1713“), Sandstein, im Kern mittelalterlich, nach teilweiser Zerstörung wiederhergestellt | D-3-73-113-14 Wikidata | Toreinfahrt der Ortsbefestigung |

### Gspannberg
| Lage                               | Objekt                                 | Beschreibung | Akten-Nr.              | Bild           |
| ---------------------------------- | -------------------------------------- | --- | ---------------------- | -------------- |
| Gspannberg 6 (Standort)            | Ehemaliges Wohnstallhaus               | Eingeschossiger und giebelständiger Steildachbau mit Fachwerkgiebel, Anfang 19. Jahrhundert | D-3-73-113-24 Wikidata | BW             |
| Ludwig-Donau-Main-Kanal (Standort) | Abschnitt des Ludwig-Donau-Main-Kanals | Künstlich angelegte Wasserstraße zwischen Kelheim und Bamberg auf einer Länge von 173 km mit ehemals 100 Schleusen, zahlreichen wasser- und schifffahrtstechnischen Anlagen und Gebäuden zur Herstellung eines durchgehenden Wasserweges zwischen Nordsee und dem Schwarzen Meer, auf Veranlassung König Ludwigs I. von Bayern durch Heinrich Freiherr von Pechmann, 1836–45 | D-3-73-113-64          | weitere Bilder |

### Haimburg
| Lage                    | Objekt                        | Beschreibung | Akten-Nr.              | Bild           |
| ----------------------- | ----------------------------- | --- | ---------------------- | -------------- |
| Grabenweg 4 (Standort)  | Ehemaliges Wohnstallhaus      | Zweigeschossiger und traufständiger Satteldachbau mit Fachwerkobergeschoss, Mitte 19. Jahrhundert | D-3-73-113-32 Wikidata | BW             |
| Weinleite (Standort)    | Wegkapelle St. Maria          | .Traufständiger Satteldachbau mit gerahmter Tür, 18. Jahrhundert | D-3-73-113-30 Wikidata | weitere Bilder |
| Nähe Burgweg (Standort) | Ruine der Burg der Haimberger | Auf hohem Felssporn, Randhausburg, Gründung des 12. Jahrhunderts, Teilung 1373, später Jagdschloss Herzog Johanns von Neumarkt, Wiederaufbau nach dem Landshuter Erbfolgekrieg, Zerstörung 1634/35; Reste der Wohngebäudes, des runden Bergfrieds an der Nordostecke, des Torbaus mit Zwinger und Turm an der Nordwestseite, 15.–17. Jahrhundert | D-3-73-113-29 Wikidata | weitere Bilder |

### Haslach
| Lage                 | Objekt                         | Beschreibung                                                                    | Akten-Nr.              | Bild           |
| -------------------- | ------------------------------ | ------------------------------------------------------------------------------- | ---------------------- | -------------- |
| Haslach 7 (Standort) | Kapelle Heilige Dreifaltigkeit | Saalbau 17. Jahrhundert mit massivem Turm des 19. Jahrhunderts; mit Ausstattung | D-3-73-113-31 Wikidata | weitere Bilder |

### Häuselstein
| Lage                     | Objekt             | Beschreibung                                                | Akten-Nr.              | Bild |
| ------------------------ | ------------------ | ----------------------------------------------------------- | ---------------------- | ---- |
| Häuselstein 6 (Standort) | Zugehöriger Stadel | Satteldachbau mit Fachwerkgiebel, 2. Hälfte 18. Jahrhundert | D-3-73-113-27 Wikidata | BW   |

### Hausheim
| Lage                          | Objekt                                     | Beschreibung | Akten-Nr.              | Bild           |
| ----------------------------- | ------------------------------------------ | --- | ---------------------- | -------------- |
| Hofackerstraße 1 (Standort)   | Ehemaliges Pfarrhaus                       | Zweigeschossiger Walmdachbau, Anfang 19. Jahrhundert                                                                  | D-3-73-113-34 Wikidata | BW             |
| Kaltenbachstraße 1 (Standort) | Katholische Pfarrkirche St. Peter und Paul | Saalbau mit Chorturm, Walmdach und Spitzhelm, frühgotisch, im 18./19. Jahrhundert mehrfach verändert; mit Ausstattung | D-3-73-113-33 Wikidata | weitere Bilder |
| Voggenhofstraße 14 (Standort) | Wohnstallhaus                              | Eingeschossiger und traufständiger Steildachbau mit Fachwerkgiebel, 18. Jahrhundert                                   | D-3-73-113-35 Wikidata | BW             |

### Kadenzhofen
| Lage                    | Objekt                   | Beschreibung                                                                                           | Akten-Nr.              | Bild           |
| ----------------------- | ------------------------ | --- | ---------------------- | -------------- |
| Kapellenberg (Standort) | Waldkapelle St. Leonhard | Zeltdachbau mit Pilastergliederung, Dach über Altarraum abgeschleppt, 17. Jahrhundert; mit Ausstattung | D-3-73-113-36 Wikidata | weitere Bilder |

### Klostermühle
| Lage                      | Objekt                                    | Beschreibung                                                                                                 | Akten-Nr.              | Bild           |
| ------------------------- | ----------------------------------------- | --- | ---------------------- | -------------- |
| Klostermühle 1 (Standort) | Mühlengebäude der ehemaligen Klostermühle | Eingeschossiger und traufständiger Wohnstallbau mit Steildach, Zwerchgiebel und Mühlrad, 17./18. Jahrhundert | D-3-73-113-20 Wikidata | weitere Bilder |

### Loderbach
| Lage                                                             | Objekt                                 | Beschreibung | Akten-Nr.              | Bild           |
| ---------------------------------------------------------------- | -------------------------------------- | --- | ---------------------- | -------------- |
| Loderbacher Hauptstraße 26 (Standort)                            | Ehemaliges Feuerwehrhaus               | Eingeschossiger Walmdachbau mit Fledermausgaube und Schlauchtürmchen, 1913 | D-3-73-113-60 Wikidata | BW             |
| Ludwig-Donau-Main-Kanal; Nähe Ludwig-Donau-Main-Kanal (Standort) | Abschnitt des Ludwig-Donau-Main-Kanals | Künstlich angelegte Wasserstraße zwischen Kelheim und Bamberg auf einer Länge von 173 km mit ehemals 100 Schleusen, zahlreichen wasser- und schifffahrtstechnischen Anlagen und Gebäuden zur Herstellung eines durchgehenden Wasserweges zwischen Nordsee und dem Schwarzen Meer, auf Veranlassung König Ludwigs I. von Bayern durch Heinrich Freiherr von Pechmann, 1836–45. | D-3-73-113-63          | weitere Bilder |
| Sankt-Georg-Straße 1 (Standort)                                  | Katholische Filialkirche St. Georg     | Saalbau mit Chorturm und flankierender Sakristei, errichtet 1585 unter Verwendung des frühgotischen Turmunterbaus, 1855–57 nach Westen verlängert; mit Ausstattung; Friedhofsmauer, verputzte Bruchsteinmauer, 17./18. Jahrhundert, Erweiterung 19./20. Jahrhundert | D-3-73-113-38 Wikidata | weitere Bilder |

### Oberölsbach
| Lage | Objekt                                           | Beschreibung | Akten-Nr.               | Bild                                             |
| --- | ------------------------------------------------ | --- | ----------------------- | ------------------------------------------------ |
| Ludwig-Donau-Main-Kanal; Von Unterölsbach nach Reichenholz; Willibaldstraße; Winterleite; Brunnfeld; Gruberbach; Kettenbach; Kettenbacher Leitgraben; Kohlbock; Leitgraben; Reichenholz (Standort) | Abschnitt des Ludwig-Donau-Main-Kanals           | Künstlich angelegte Wasserstraße zwischen Kelheim und Bamberg auf einer Länge von 173 km mit ehemals 100 Schleusen, zahlreichen wasser- und schifffahrtstechnischen Anlagen und Gebäuden zur Herstellung eines durchgehenden Wasserweges zwischen Nordsee und dem Schwarzen Meer, auf Veranlassung König Ludwigs I. von Bayern durch Heinrich Freiherr von Pechmann, 1836–45. | D-3-73-113-41           | weitere Bilder                                   |
| Ludwig-Donau-Main-Kanal; Von Unterölsbach nach Reichenholz; Willibaldstraße; Winterleite; Brunnfeld; Gruberbach; Kettenbach; Kettenbacher Leitgraben; Kohlbock; Leitgraben; Reichenholz (Standort) | Kettenbacher Leitgraben                          | Mitte 19. Jh. | D-3-73-113-41 zugehörig | weitere Bilder                                   |
| Prälat-Kürzinger-Straße 6 (Standort) | Ehemalige Papiermühle, sogenannte Kürzingermühle | Wohnhaus, zweigeschossiger und traufständiger Satteldachbau, mittelalterlicher Kernbau 1634 (bezeichnet) zerstört, 1652 wieder aufgebaut, um 1850 Umbau in Getreidemühle und Holzschneidesäge | D-3-73-113-40 Wikidata  | Ehemalige Papiermühle, sogenannte Kürzingermühle |

### Oberrohrenstadt
| Lage                                | Objekt                               | Beschreibung | Akten-Nr.              | Bild           |
| ----------------------------------- | ------------------------------------ | --- | ---------------------- | -------------- |
| Sankt-Colomann-Straße 18 (Standort) | Ehemaliges Schloss                   | Dreigeschossiges und giebelständiges Weiherhaus mit Satteldach, Treppengiebel und Restspuren des umlaufenden Wassergrabens, spätgotisch, 1495 (dendro. datiert), Umbau 1719 (dendro. datiert)                                        | D-3-73-113-43 Wikidata | weitere Bilder |
| Sankt-Colomann-Straße 19 (Standort) | Katholische Filialkirche St. Koloman | Saalbau mit Chorturm, Walmdach und Spitzhelm, 1792 unter Beibehaltung des frühgotischen Chorturms; mit Ausstattung; Friedhofsmauer, Bruchstein, 17./18. Jahrhundert, teilweise in Großquadern erneuert, bezeichnet mit 1897 und 1919 | D-3-73-113-42 Wikidata | weitere Bilder |

### Reicheltshofen
| Lage                         | Objekt     | Beschreibung | Akten-Nr.              | Bild           |
| ---------------------------- | ---------- | --- | ---------------------- | -------------- |
| In Reicheltshofen (Standort) | Steinkreuz | Wohl Grenzstein des Landgerichts Hirschberg, mächtiges griechisches Kreuz mit verbreitertem Fuß, Dolomitkalkstein, spätmittelalterlich | D-3-73-113-45 Wikidata | weitere Bilder |

### Reichenholz
| Lage                     | Objekt        | Beschreibung                                                                               | Akten-Nr.              | Bild |
| ------------------------ | ------------- | ------------------------------------------------------------------------------------------ | ---------------------- | ---- |
| Reichenholz 2 (Standort) | Wohnstallhaus | Zweigeschossiger und traufständiger Steildachbau mit Fachwerkobergeschoss, 18. Jahrhundert | D-3-73-113-46 Wikidata | BW   |

### Sindlbach
| Lage                                                                                      | Objekt                               | Beschreibung | Akten-Nr.              | Bild                                 |
| ----------------------------------------------------------------------------------------- | ------------------------------------ | --- | ---------------------- | ------------------------------------ |
| Auf der Höhe, nordwestlich des Ortes (Standort)                                           | Kapelle heilige Wendelin und Florian | Giebelständiger Satteldachbau, 1836, erneuert; nordwestlich des Ortes | D-3-73-113-50 Wikidata | Kapelle heilige Wendelin und Florian |
| Beim Heiligen Johannes, nördlich des Ortes (Standort)                                     | Flurkapelle Hl. Johannes von Nepomuk | Polygonal geschlossener Satteldachbau mit Pilastergliederung, klassizistisch, um 1770; nördlich des Ortes                                                                          | D-3-73-113-51 Wikidata | BW                                   |
| Nähe Mühlweg, als Mittelpunkt des Kriegerdenkmals (Standort)                              | Brunnen                              | Vierseitiger Laufbrunnen mit Muschelbecken und -nischen, Beschlagwerk und Figur des hl. Laurentius, neubarock, Gusseisen, bezeichnet mit 1886; als Mittelpunkt des Kriegerdenkmals | D-3-73-113-49 Wikidata | weitere Bilder                       |
| Sindlbacher Hauptstraße 32 (Standort)                                                     | Katholische Pfarrkirche St. Jakobus  | Saalbau mit Chorturm, Walmdach und Spitzhelm, 1640 über romanischen Mauern errichtet, 1890 erweitert; mit Ausstattung                                                              | D-3-73-113-48 Wikidata | weitere Bilder                       |
| Auf der Höhe, an der Straße nach Unterrohrenstadt (Standort)                              | Steinkreuz,sogenanntes Schwedenkreuz | Beschädigtes Tatzenkreuz mit Relief, Muschelkalk, wohl 17. Jahrhundert | D-3-73-113-53 Wikidata | weitere Bilder                       |
| Nähe Sindlbacher Hauptstraße, in der künstlichen Grotte vor dem Schwesternheim (Standort) | Steinkreuz mit Armstützen            | Eisensandstein, wohl spätmittelalterlich | D-3-73-113-52 Wikidata | weitere Bilder                       |

### Stöckelsberg
| Lage                    | Objekt                                  | Beschreibung | Akten-Nr.              | Bild                                    |
| ----------------------- | --------------------------------------- | --- | ---------------------- | --------------------------------------- |
| Kirchplatz 5 (Standort) | Bauernhof, sogenannter Mirlschneiderhof | Wohnstallhaus, eingeschossiger und giebelständiger Halbwalmdachbau mit Fachwerkgiebeln; Stadel, eingeschossiger und giebelständiger Satteldachbau, Fachwerk auf Bruchsteinsockel, 2. Hälfte 18. Jahrhundert | D-3-73-113-61 Wikidata | Bauernhof, sogenannter Mirlschneiderhof |
| Kirchplatz 7 (Standort) | Ehemaliges Schulhaus                    | Zweigeschossiger und traufständiger Satteldachbau, verputztes Bruchsteinmauerwerk, um 1875 | D-3-73-113-62 Wikidata | Ehemaliges Schulhaus                    |
| Kirchplatz 9 (Standort) | Kirchturm, mit Spitzhelm                | Gotisch, Mitte 15. Jahrhundert; zur 1961/62 neu errichteten katholischen Pfarrkirche Hll. Simon und Judas Thaddäus gehörig                                                                                  | D-3-73-113-55 Wikidata | weitere Bilder                          |

### Unterölsbach
| Lage                         | Objekt                           | Beschreibung | Akten-Nr.              | Bild               |
| ---------------------------- | -------------------------------- | --- | ---------------------- | ------------------ |
| Klosterweg 3 (Standort)      | Zugehöriger Stadel               | Giebelständiger Ständerbau mit Satteldach und Giebelaltane mit Fußwalmdach, 19. Jahrhundert                                                         | D-3-73-113-57 Wikidata | Zugehöriger Stadel |
| Willibaldstraße 4 (Standort) | Katholische Kirche St. Willibald | Saalbau mit eingezogenem Rechteckchor und Giebeldachreiter mit Spitzhelm, spätgotisch, 15. Jahrhundert, Umbau und Erweiterung 1877; mit Ausstattung | D-3-73-113-56 Wikidata | weitere Bilder     |

### Unterwall
| Lage                    | Objekt        | Beschreibung | Akten-Nr.              | Bild           |
| ----------------------- | ------------- | --- | ---------------------- | -------------- |
| In Unterwall (Standort) | Marienkapelle | Polygonal geschlossener Satteldachbau mit Walm, Vordach und Glockendachreiter mit Zwiebelhaube, 1913; mit Ausstattung | D-3-73-113-44 Wikidata | weitere Bilder |

### Wünricht
| Lage                   | Objekt                                           | Beschreibung                                                                            | Akten-Nr.              | Bild           |
| ---------------------- | ------------------------------------------------ | --------------------------------------------------------------------------------------- | ---------------------- | -------------- |
| In Wünricht (Standort) | Dorfkapelle St. Maria                            | Giebelständiger Satteldachbau mit Glockendachreiter, neugotisch, 1883; mit Ausstattung  | D-3-73-113-58 Wikidata | BW             |
| Wünricht 2 (Standort)  | Wohnhaus, ehemaliger Edelsitz, später Bauernhaus | Eingeschossiger und traufständige Steildachbau mit Quadermauerwerk, 17./18. Jahrhundert | D-3-73-113-59 Wikidata | weitere Bilder |

## Ehemalige Baudenkmäler
In diesem Abschnitt sind Objekte aufgeführt, die früher einmal in der Denkmalliste eingetragen waren, jetzt aber nicht mehr. Objekte, die in anderem Zusammenhang also z. B. als Teil eines Baudenkmals weiter eingetragen sind, sollen hier nicht aufgeführt werden. Aktennummern in diesem Abschnitt sind ehemalige, jetzt nicht mehr gültige Aktennummern.

| Lage                                            | Objekt             | Beschreibung                                                                | Akten-Nr. | Bild           |
| ----------------------------------------------- | ------------------ | --------------------------------------------------------------------------- | --------- | -------------- |
| Gspannberg Gspannberg 3 (Standort)              | Bauernhaus         | Wohnstallbau mit Fachwerkgiebel, Anfang 19. Jahrhundert (Wohnteil erneuert) |           | BW             |
| Häuselstein In Häuselstein (Standort)           | Marienkapelle      | 1773; mit Ausstattung                                                       |           | weitere Bilder |
| Oberölsbach Neben Haus Nummer 7 ()              | Sandsteinbildstock | 18./19. Jahrhundert                                                         |           |                |
| Richtheim Richtheimer Hauptstraße 13 (Standort) | Marienkapelle      | 1846; mit Ausstattung                                                       |           | BW             |